# Challenger-Insel
Die Challenger-Insel (in Argentinien Isla Chica, spanisch für Winzige Insel; in Chile Isla Farías; englisch Challenger Island) ist eine Insel nördlich der Murray-Insel vor der Danco-Küste des Grahamlands auf der Antarktischen Halbinsel.
Die Benennung geht auf Johan Gunnar Andersson im Jahr 1906 zurück, Teilnehmer der Schwedischen Antarktisexpedition (1901–1903) unter Otto Nordenskjöld. Namensgeberin ist die Challenger, Forschungsschiff der gleichnamigen Expedition (1872–1876). Unter Isla Chica ist sie erstmals auf einer argentinischen Landkarte aus dem Jahr 1954 verzeichnet. Namensgeber der chilenischen Benennung ist Adolfo de Carmen Farías, Teilnehmer an der 16. Chilenischen Antarktisexpedition (1961–1962). Der Übertrag des Inselnamens in die englische Form erfolgte durch das UK Antarctic Place-Names Committee am 23. September 1960 und wurde 1965 durch das Advisory Committee on Antarctic Names betätigt.